# اصل تبعیت فرم از کارکرد

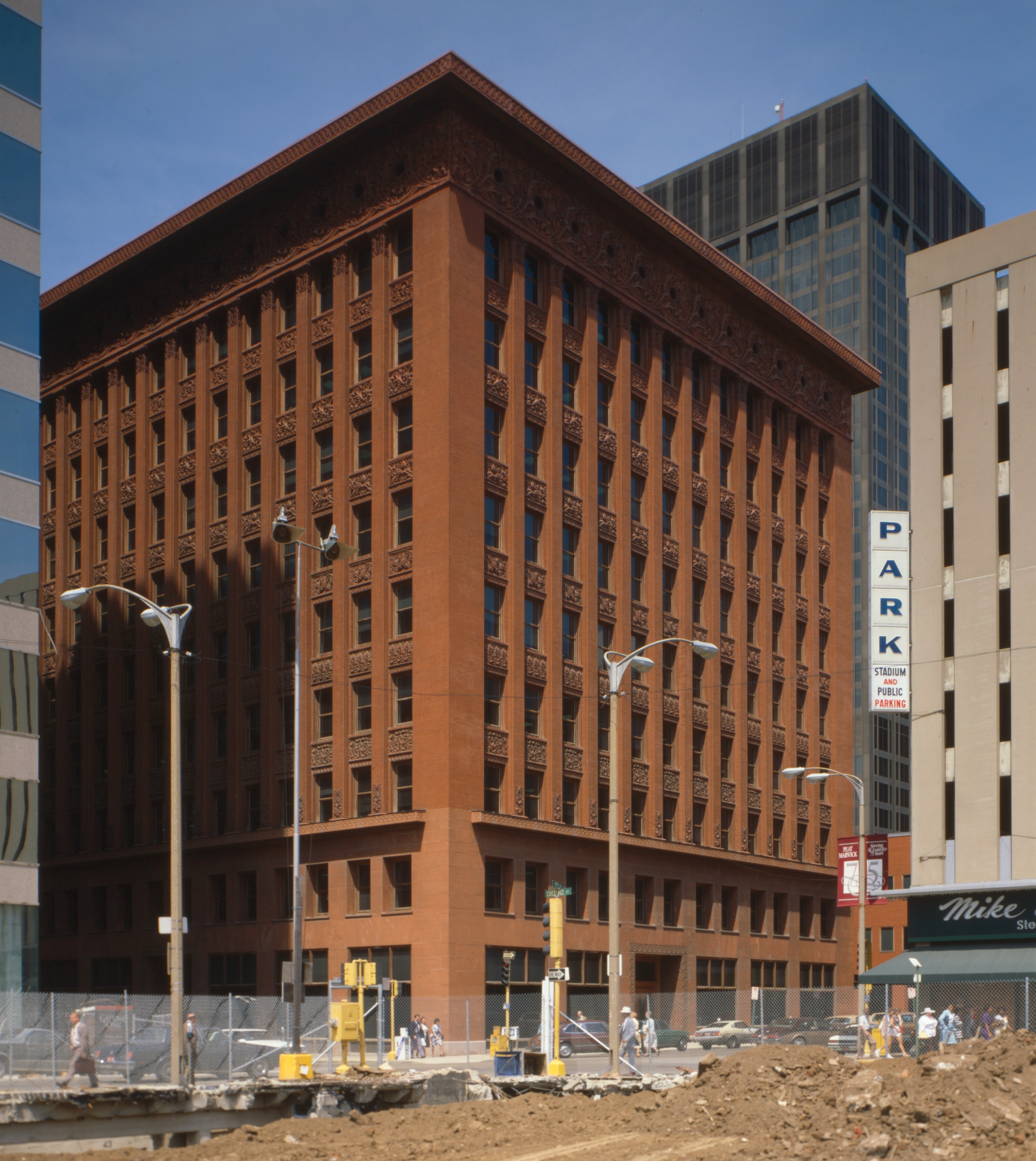
ساختمان وین‌رایت در سنت لوئیس، ساخته‌شده در سال ۱۸۹۱ میلادی. طراح آن لویی سالیوان است و نشان‌دهندۀ اصل تبعیت فرم از کارکرد معروف او است.

اصل تبعیت فرم از کارکرد (به انگلیسی: Form Follows Function) یک اصل طراحی مرتبط با معماری و طراحی صنعتی اواخر قرن نوزدهم و اوایل قرن بیستم میلادی است که بیان می‌کند که شکل یک ساختمان یا شی در درجهٔ اول باید به عملکرد یا هدف مورد نظر آن مربوط باشد.

## ریشه‌های عبارت
معمار لوئیس سالیوان این گفته را ابداع کرد که تئوری‌های ویوله-لو-دوک را از سر می‌گیرد: یک سازه با طراحی منطقی ممکن است لزوماً زیبا نباشد، اما هیچ ساختمانی نمی‌تواند زیبا باشد که با ساختار منطقی طراحی نشده باشد. این گفته اغلب به اشتباه به مجسمه‌ساز هوراشیو گریناف (۱۸۵۲–۱۸۰۵ میلادی) نسبت داده می‌شود، که تفکر او عمدتاً پیش از رویکرد کارکردگرای بعدی به معماری است. نوشته‌های گریناف برای مدت طولانی به‌طور عمده فراموش شده بود و تنها در دههٔ ۱۹۳۰ میلادی دوباره کشف شد. در سال ۱۹۴۷ میلادی، گزیده‌ای از مقالات او به‌عنوان «فرم و کارکرد: نکاتی دربارهٔ هنر از هوراشیو گریناف» منتشر شد.

سالیوان هموطن بسیار جوان‌تر گریناف بود و متفکران خردگرا مانند: ثورو، امرسون، ویتمن و ملویل و همچنین خود گریناف را تحسین می‌کرد. در سال ۱۸۹۶ میلادی، سالیوان این عبارت را در مقاله‌ای با عنوان «بررسی هنری یک ساختمان اداری بلند»، ابداع کرد، اگرچه او بعداً ایده اصلی را به معمار، مهندس و نویسندۀ اهل روم، مارکوس ویترویوس پولیو نسبت داد، که برای اولین بار در کتاب خود دِ آرکیتکتورا (در باب معماری) ادعا کرد که یک سازه باید سه ویژگی «فیرمیتاس» (استحکام)، «اوتیلیتاس» (سودمندی)، «ونوستاس» (زیبایی) را نشان دهد — یعنی باید محکم، مفید و زیبا باشد —. سالیوان در واقع نوشت: «فرم همیشه تابع کارکرد است»، اما عبارت ساده‌تر و کم‌تأکیدتر بیشتر به خاطر می‌ماند. از نظر سالیوان این حکمتی مستحکم بود، یک باور زیباشناختی، تنها «قاعده‌ای که هیچ استثنایی را نمی‌پذیرد». نقل قول کامل این است:
خواه عقاب پرگشوده در پروازش باشد، چه شکوفه‌های باز سیب، کشمکش اسب کار، قوی نرم و ملایم، بلوط منشعب، جویبار روان پیچ در پیچ، ابرهای متحرک به دنبال، و بر فراز خورشید، شکل (فرم) همیشه کارکرد را دنبال می‌کند و این قانون است. جایی که کارکرد تغییر نمی‌کند، فرم تغییر نمی‌کند. صخره‌های گرانیتی، تپه‌های همیشه جوینده، برای قرن‌ها باقی می‌مانند. رعد و برق زندگی می‌کند، شکل می‌گیرد و در یک بارقه می‌میرد.

این قانون فراگیر همهٔ چیزهای آلی و غیر آلی، همهٔ چیزهای فیزیکی و متافیزیکی، همهٔ چیزهای انسانی و همهٔ چیزهای مافوق بشری، همهٔ مظاهر واقعی سر، قلب، روح است که زندگی در آن قابل تشخیص است. بیان آن، فرم همیشه تابع کارکرد است. این قانون است.
سالیوان شکل آسمان‌خراش بلند فولادی را در اواخر قرن نوزدهم میلادیِ شیکاگو در زمانی ایجاد کرد که در آن فن‌آوری، سلیقه و نیروهای اقتصادی به هم نزدیک شدند و شکستن سبک‌های ثابت را ضروری ساخت. اگر قرار نبود شکل ساختمان از کتاب الگوی‌های قدیمی انتخاب شود، چیزی باید فرم را تعیین می‌کرد و به گفته سالیوان این چیز همان هدف از ساخت این ساختمان بود؛ بنابراین، «فرم تابع کارکرد است»، در مقابل «فرم تابع متقدم است». فرانک لوید رایت، دستیار سالیوان، همان اصل را به شکلی اندک متفاوت پذیرفت و اقرار کرد — شاید به این دلیل که کنار گذاشتن سبک‌های قدیمی به آن‌ها آزادی و وسعت عمل بیشتری می‌داد —.

## بحث دربارهٔ عملکرد تزئینات
در سال ۱۹۰۸ میلادی، معمار اتریشی، آدولف لوس، مقاله‌ای تمثیلی با عنوان «تزئین و جنایت» در واکنش به تزئین‌آلات استادانه‌ای که توسط معماران جدایی وین استفاده می‌شد نوشت. مدرنیست‌ها استدلال اخلاق‌گرایانۀ لوس و نیز اصل سالیوان را پذیرفتند. لوس به عنوان نجار در ایالات متحدهٔ آمریکا کار کرده بود. او لوله‌کشی کارآمد بود و مصنوعات صنعتی مانند سیلوهای ذرت و برج‌های آب فولادی را به عنوان نمونه‌هایی از طراحی کاربردی تجلیل می‌کرد.

## کاربرد در زمینه های مختلف

### معماری

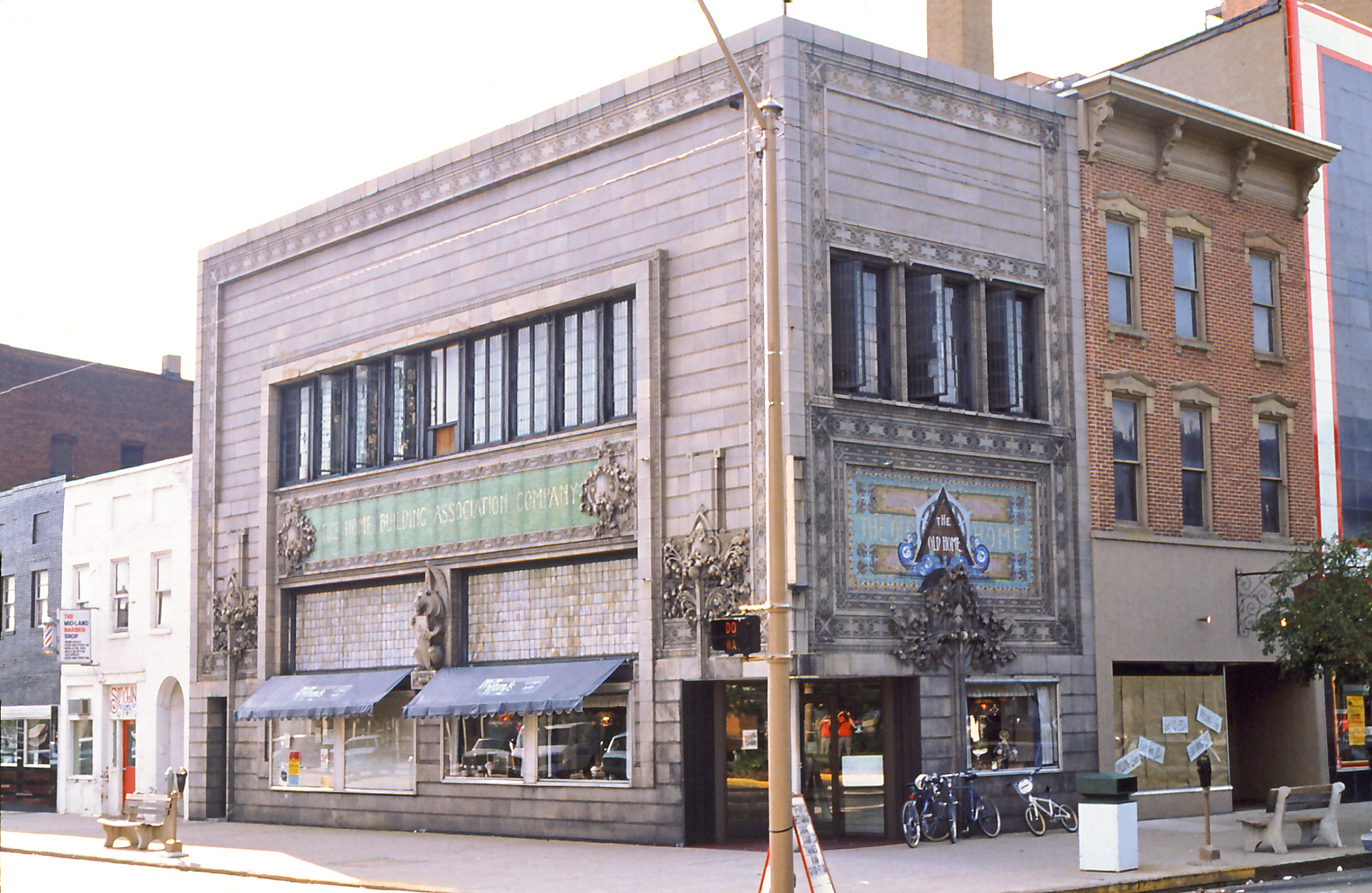
بانک انجمن خانه‌سازی، اثر: سالیوان

عبارت «فرم (همیشه) از کارکرد تبعیت می‌کند» بعد از دهۀ ۱۹۳۰ میلادی به فریاد نبرد معماران مدرنیست تبدیل شد. این باور به این معنا بود که عناصر تزئینی، که معماران آن‌ها را «تزئین‌آلات» می‌نامند، در ساختمان‌های مدرن اضافی هستند. با این حال، خود سالیوان در اوج کارش نه فکر می‌کرد و نه در این مسیر طراحی می‌کرد. در واقع، در حالی که ساختمان‌های او می‌توانستند توده‌های اصلی‌شان باریک و ترد باشند، او اغلب سطوح ساده‌شان را با فوران‌های تزئینات سرسبز هنر نو و احیای سلتیک، معمولاً از آهن یا سفال قالب‌ریزی، و از اشکال ارگانیک مانند انگور و پیچک گرفته تا طرح های هندسی بیشتر و درهم آمیختگی، با الهام از میراث طراحی ایرلندی خود استفاده می‌کرد. احتمالاً معروف‌ترین نمونه، آهن‌کاری سبز رنگی است که سایبان‌های ورودی ساختمان کارسون، پیری، اسکات و شرکت در خیابان استیت جنوبی در شیکاگو را می‌پوشاند. این تزئینات، که اغلب توسط طراح با استعداد جوان در استخدام سالیوان اجرا می‌شد، در نهایت به علامت تجاری سالیوان تبدیل شد؛ برای دانشجویان معماری، آن‌ها امضای فوراً قابل تشخیص او هستند.

### طراحی محصول
یکی از اپیزودها در تاریخ تضاد ذاتی بین طراحی عملکردی و تقاضاهای بازار در سال ۱۹۳۵ میلادی و پس از معرفی جریان‌هوای استریم‌لاین کرایسلر رخ داد، زمانی که صنعت خودرو آمریکا به‌ طور موقت تلاش‌ها برای معرفی فرم‌های آیرودینامیکی بهینه را در تولید انبوه متوقف کرد. برخی از خودروسازان فکر می‌کردند که کارایی آیرودینامیکی به یک شکل بدنه خودکار بهینه منتهی می‌شود، یک فرم «قطره‌اشکی» که برای فروش واحد خوب نیست. جنرال موتورز دو موضع متفاوت در مورد استریم‌لاینینگ اتخاذ کرد، یکی برای جامعه مهندسی داخلی و دیگری برای مشتریانش. مانند تغییر سال مدل سالانه، به اصطلاح سبک آیرودینامیکی اغلب از نظر عملکرد فنی بی‌معنی است. متعاقباً، ضریب پسار هم به ابزار بازاریابی و هم ابزاری برای بهبود قابلیت فروش خودرو با کاهش اندکی مصرف سوخت و افزایش چشمگیر حداکثر سرعت تبدیل شده‌ است.
طراحان صنعتی آمریکا در دهه‌های ۱۹۳۰ و ۱۹۴۰ میلادی مانند ریموند لووی، نورمن بل گدس و هنری دریفوس با تضادهای ذاتی «فرم تابع کارکرد» دست و پنجه نرم کردند، زیرا آن‌ها مخلوط‌کن‌ها و لوکوموتیوها و ماشین‌های کپی را برای مصرف در بازار انبوه طراحی کردند. لووی اصل «مایا» (اختصاری MAYA) (به انگلیسی: Most Advanced Yet Acceptable) (پیشرفته‌ترین و در عین حال قابل قبول) خود را فرموله کرد تا بیان کند که طرح‌های محصول به محدودیت‌های عملکردی ریاضی و مواد و منطق محدود می‌شود، اما پذیرش آن‌ها توسط انتظارات اجتماعی محدود می‌شود. توصیه او این بود که برای فن‌آوری‌های بسیار جدید، باید تا حد امکان آشنا شوند، اما برای فن‌آوری‌های آشنا، باید شگفت‌انگیز شوند.
با اعمال صادقانه «فرم تابع کارکرد»، طراحان صنعتی این پتانسیل را داشتند که مشتریان خود را از تجارت خارج کنند. برخی از اشیاء تک منظورۀ ساده مانند پیچ گوشتی‌ها و مدادها و قوری‌ها ممکن است به یک فرم بهینه تبدیل شوند و از تمایز محصول جلوگیری کنند. برخی از اشیاء ساخته شده بیش از حد با دوام از فروش جایگزین جلوگیری می‌کند. (ر.ک. کهنگی تعمدی) از نقطه نظر عملکرد، برخی از محصولات به سادگی غیر ضروری هستند.
ویکتور پاپانک (۱۹۹۸–۱۹۲۳ میلادی) یکی از طراحان و فیلسوفان طراحی قرن بیستم میلادی بود که به عنوان طرفدار «فرم از کارکرد تبعیت می‌کند»، تدریس کرد و نوشت.

### مهندسی نرم‌افزار
اینگونه استدلال شده است که ساختار و ویژگی‌های کیفی درونی یک کار، مصنوع نرم‌افزاری غیر پیش پا افتاده در درجۀ اول نشان‌دهندۀ الزامات مهندسی ساخت آن است، و در صورت وجود، تأثیر فرآیند حاشیه‌ای است. این بدان معنا نیست که فرآیند بی‌ربط است، اما فرآیندهای سازگار با الزامات یک مصنوع منجر به نتایج تقریباً مشابهی می‌شود.
این اصل را می‌توان برای معماری‌های کاربردی سازمانی کسب‌وکار مدرن نیز به کار برد، جایی که «عملکرد» فرآیندهای تجاری را در بر می‌گیرد که باید توسط معماری سازمانی یا «فرم» یاری شود. اگر قرار باشد معماری نحوۀ عملکرد کسب و کار را دیکته کند، احتمالاً کسب و کار از انعطاف‌ناپذیری و ناتوانی در سازگاری با تغییرات رنج خواهد برد. معماری سرویس‌گرا به یک معماری سازمانی امکان می‌دهد تا با اتخاذ پروتکل‌های ارتباطی مبتنی بر استاندارد که قابلیت همکاری را ممکن می‌سازد، «فرم» معماری را برای برآورده کردن الزامات عملکردی یک کسب‌وکار بازآرایی کند. این در تضاد با قانون کانوی است که از دیدگاه اجتماعی بیان می‌کند که «فرم تابعی ار سازمان است».
علاوه بر این، طراحی دامنه-محور فرض می‌کند که ساختار (معماری نرم‌افزار، الگوی طراحی، پیاده‌سازی) باید از محدودیت‌های دامنه مدل‌سازی‌شده (نیازمندی عملکردی) بیرون آید.
در حالی که «فرم» و «عملکرد» ممکن است مفاهیمی کم و بیش صریح و نامتغیر برای بسیاری از دکترین‌های مهندسی باشند، فرابرنامه‌نویسی و الگوی برنامه‌نویسی تابعی خود را به خوبی برای کاوش، محو و وارونه کردن جوهر این دو مفهوم به کار می‌برند.
جنبش توسعۀ نرم‌افزاری چابک از تکنیک‌هایی مانند «توسعۀ مبتنی بر آزمایش» استفاده می‌کند که در آن مهندس با حداقل واحد عملکرد کاربرمحور شروع می‌کند، یک تست خودکار برای آن ایجاد می‌کند و سپس عملکرد را پیاده‌سازی می‌کند و تکرار می‌کند و این فرآیند را تکرار می‌کند. نتیجه و استدلال برای این رشته این است که ساختار یا «فرم» از عملکرد واقعی و در واقع به دلیل انجام ارگانیک پدید می‌آید، به دلیل پایه عملکردی تست‌های خودکار، پروژه را در درازمدت سازگارتر و همچنین با کیفیت بالاتر می‌کند.

### طراحی خودرو
اگر طراحی یک خودرو با عملکرد آن مطابقت داشته باشد — به عنوان مثال شکل فیات مولتیپلا، که تا حدی به دلیل تمایل به نشستن شش نفر در دو ردیف است — گفته می‌شود که فرم آن از کارکرد آن تبعیت می‌کند.